# Jean Claude Morais
Jean Claude Morais es un deportista canadiense que compitió en taekwondo. Ganó dos medallas de oro en el Campeonato Panamericano de Taekwondo, en los años 1984 y 1986.

## Palmarés internacional
| Campeonato Panamericano | Campeonato Panamericano | Campeonato Panamericano | Campeonato Panamericano |
| Año                     | Lugar                   | Medalla                 | Categoría               |
| ----------------------- | ----------------------- | ----------------------- | ----------------------- |
| 1984                    | Paramaribo (Surinam)    | Medalla de oro          | –68 kg                  |
| 1986                    | Guayaquil (Ecuador)     | Medalla de oro          | –70 kg                  |